# Ступка, Франтишек
Франтишек Ступка (чеш. František Stupka, в России Франц Яковлевич Ступка; 18 января 1879 — 24 ноября 1965) — чешский скрипач и дирижёр. Заслуженный артист ЧССР (1954). Народный артист ЧССР (1965).
Окончил Пражскую консерваторию (1901), ученик Отакара Шевчика и Михаила Сербулова. В том же году отправился в Одессу, где занял пульт концертмейстера в оркестре Йозефа Прибика. С 1902 г. преподавал в Одесском училище Императорского Русского музыкального общества, в 1913 г. с его преобразованием в консерваторию получил звание профессора; среди его учеников Дмитрий Лекгер. Играл вторую скрипку в струнном квартете ИРМО, примариусами которого выступали Ярослав Коциан, Александр Фидельман или Василий Безекирский-младший. Дирижировал оркестром училища.
Вернувшись в Чехию, на протяжении нескольких десятилетий был одним из дирижёров Чешского филармонического оркестра, одновременно в 1924—1931 гг. вёл класс альта в Пражской консерватории. Затем в 1946—1956 гг. возглавлял Моравский филармонический оркестр. Одновременно в 1947—1951 гг. профессор дирижирования в Академии музыки имени Яначека в Брно. Известен, прежде всего, как интерпретатор классиков чешской музыки — Дворжака, Сметаны, Яначека. В 1928 г. на фестивале болгарской музыки в Праге дирижировал премьерой рапсодии Панчо Владигерова «Вардар». В записях остались Восьмая симфония Дворжака под управлением Ступки и его же виолончельный концерт (солист Андре Наварра).
Именем Ступки названы улицы в Праге и Оломоуце (чеш. Stupkova).